# Jogos Olímpicos de Verão de 1980
Jogos Olímpicos de Verão de 1980 (em russo: Летние Олимпийские игры 1980, romanizado: Letniye Olimpiyskiye igry 1980), conhecidos oficialmente como os Jogos da XXII Olimpíada foram os Jogos Olímpicos realizados em Moscou, União Soviética entre 19 de julho e 3 de agosto de 1980, e que contaram com a participação de 5.179 atletas de 80 nações. Esta foi a edição com o menor número de participantes desde Melbourne, em 1956, devido ao maior boicote da história olímpica, quando a influência da política no esporte chegou a seu ponto mais alto e decisivo. 
No final de 1979, como protesto contra a invasão soviética do Afeganistão, o presidente norte-americano Jimmy Carter anunciou o boicote de sua nação aos Jogos Olímpicos de Moscou no ano seguinte, convocando seus aliados pelo mundo a darem o mesmo exemplo; 69 países, um número três vezes maior do que as nações africanas que se recusaram a participar dos Jogos anteriores em Montreal por questões raciais, seguiram o caminho dos Estados Unidos, levando estes Jogos a um esvaziamento que afetou bastante o nível técnico de diversas modalidades. Mesmo assim, algumas marcas e desempenhos excepcionais foram realizados e até atletas de países que apoiaram a ação americana acabaram participando individualmente sob a bandeira olímpica.
Este início dos anos 80 representou o pior momento vivido pelos Jogos Olímpicos e pelo Comitê Olímpico Internacional em toda a sua existência com o esperado boicote a ser feito em troca pela URSS e seus aliados aos Jogos seguintes em Los Angeles, fazendo com que seus dirigentes temessem pela própria extinção das Olimpíadas.

## Processo de candidatura
As duas únicas cidades que se candidataram para sediar os XXII Jogos Olímpicos foram as cidades que perderam os Jogos de 1976 para Montreal: Moscou e Los Angeles. A escolha entre elas se deu em 23 de outubro de 1974, na 75ª sessão do Comitê Olímpico Internacional em Viena, na Áustria.
| Resultados da eleição da cidade-sede dos Jogos da XXII Olimpíada | Resultados da eleição da cidade-sede dos Jogos da XXII Olimpíada | Resultados da eleição da cidade-sede dos Jogos da XXII Olimpíada |
| ---------------------------------------------------------------- | ---------------------------------------------------------------- | ---------------------------------------------------------------- |
| Cidade                                                           | CON                                                              | Rodada única                                                     |
| Moscou                                                           | União Soviética                                                  | 39                                                               |
| Los Angeles                                                      | Estados Unidos                                                   | 20                                                               |

## Boicote

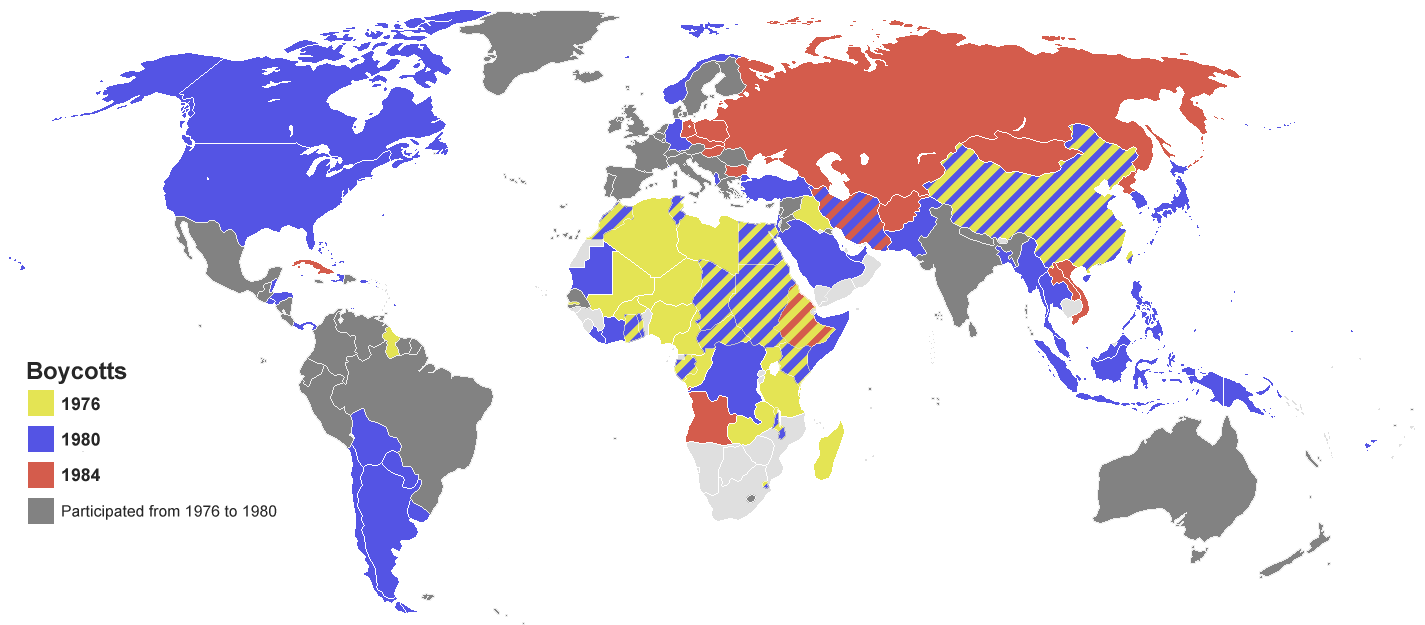
Mapa dos boicotes olímpicos

Dado a invasão soviética ao Afeganistão, em 1979, os Estados Unidos decidiram boicotar os Jogos Olímpicos de 1980, o presidente americano Jimmy Carter deu um ultimato aos soviéticos, em 20 de fevereiro de 1980, para a completa remoção das tropas militares no Afeganistão. O boicote foi anunciado em 21 de março.
Carter pressionou outros países a também boicotar os Jogos, em que 69 nações aderiram, incluindo a Alemanha Ocidental, o Canadá e o Japão. Alguns países ocidentais apoiaram, como a França, Portugal e o Reino Unido, mas deram livre arbítrio para os atletas irem a União Soviética ou não. Porém, esses países mandaram uma delegação de atletas reduzida. Por estas questões, a Itália e a Grã-Bretanha foram as principais representantes da Europa Ocidental nos jogos de 1980. O boicote afetou severamente o nível de muitos eventos
De uma maneira ou outra, os jogos foram bem organizados, e mais recordes olímpicos foram quebrados nos jogos de 1980 do que nos Jogos de 1976, realizados em Montreal.
A União Soviética não ignorou o fato, e durante as cerimônias de abertura e encerramento foram apresentadas várias indiretas ao boicote ocidental.
Na cerimônia de abertura dos jogos, o presidente soviético Leonid Brejnev lamentou a interferência política em eventos criados para sustentar a paz, enquanto isso, durante o discurso, os painéis espelhados formavam uma mensagem pacífica О спорт, ты - мир!, em português: "Ó, esporte, tu és a paz!"
Na cerimônia de encerramento, a audiência esperava pelo hasteamento das bandeiras soviética (país sede), grega (país olímpico) e a americana (próximo país sede), mas pelo fato de a delegação dos Estados Unidos não ter comparecido, a bandeira da cidade de Los Angeles foi hasteada no lugar da bandeira americana e no lugar do hino americano, foi tocado o hino olímpico.
A famosa cena do choro do mascote Misha também foi uma das indiretas, já que o ursinho lamentava a ausência das delegações que participavam do boicote.

## Fatos e destaques

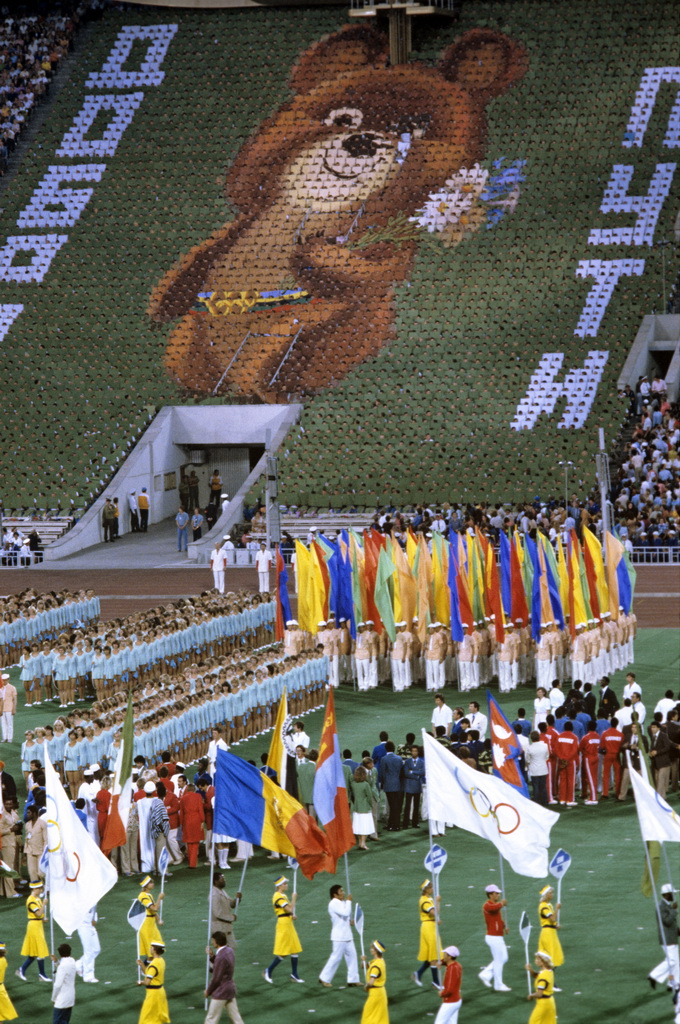
A famosa cena do choro do urso Misha, ocorrida durante a cerimônia de encerramento dos Jogos Olímpicos de Moscou, em 3 de agosto de 1980

- Pela primeira e única vez os Jogos não foram transmitidos exclusivamente por uma rede de TV americana. A NBC abriu mão das transmissões das competições em virtude do boicote americano, limitando-se a transmitir flashes em videotape das competições em sua programação diária, e um pool televisivo formado pela rádio e TV estatal da URSS, a Univision, Eurovision, Televisa mexicana e a canadense CTV foi o responsável pelas imagens ao vivo para todo o planeta.
- os Estados Unidos, que protestavam contra a intervenção soviética no Afeganistão, no mesmo momento estavam intervindo na Guerra Civil Libanesa, e três anos mais tarde, a menos de um ano da Olimpíada de 1984, que seria realizada em Los Angeles, os norte-americanos deram início à Invasão de Granada.

- Apesar do boicote de muitos países do Ocidente, uma imagem dos jogos rodou bastante em todos eles: após conseguir o ouro no salto com vara, o polonês Władysław Kozakiewicz, farto das vaias da plateia soviética, que torcia pelo atleta local Konstantin Volkov, mandou para ela um gesto obsceno internacionalmente difundido, conhecido no Brasil como "banana". O ato agradou à opinião pública polonesa, também cansada da forte influência da URSS sobre o país. No ocidente, foi visto como um protesto político.

- Misha, o ursinho símbolo dos Jogos de Moscou, tornou-se o mais popular mascote olímpico da história. Sua imagem derramando uma lágrima na cerimônia de encerramento do evento, formada por placas movimentadas por participantes nas arquibancadas do estádio, é uma das mais ternas e emocionantes imagens destes Jogos.

- O nadador Vladimir Salnikov entrou para a história ao ser o primeiro homem a nadar os 1 500 m livres, a maratona da natação, em menos de 15 minutos. Em 1988, oito anos mais velho, ele faria o retorno às Olimpíadas em Seul, ganhando novamente os 1 500 m.

- Na disputa do remo, modalidade dois sem, um observador distraído que olhasse para o pódio da premiação imaginaria que estivesse vendo a vida em dobro. Numa coincidência extraordinária e num fato único, as duas duplas ganhadoras das medalhas de ouro e de prata, da Alemanha Oriental e da União Soviética, eram formadas por gêmeos univitelinos idênticos.

- Após a ausência nos Jogos de Montreal devido ao boicote das nações africanas, a Etiópia estava de volta mostrando seu poderio e tradição nas corridas de fundo, com o grande Miruts Yifter, um homem de idade nunca esclarecida, conquistando a medalha de ouro nos 5 000 e nos 10 000 m, igualando a performance do finlandês Lasse Viren em 1976.

- O soviético Aleksandr Dityatin tornou-se o nome dos Jogos ao arrebatar oito medalhas nos oito eventos masculinos da ginástica olímpica (três delas de ouro), sendo o único ginasta a conseguir tal feito numa olimpíada.

- O grande boxeador cubano Teófilo Stevenson marcou seu lugar na história como maior boxeador amador de todas as épocas ao conquistar sua terceira medalha de ouro seguida na categoria superpesados.

- O alemão-oriental Waldemar Cierpinski igualou-se em títulos ao lendário etíope Abebe Bikila conquistando o bicampeonato na maratona olímpica.

- Participando sob a bandeira olímpica, graças ao boicote também promovido por seu país, os britânicos Sebastian Coe e Steve Ovett dividiram em corridas dramáticas as medalhas de ouro dos 800 e dos 1 500 m no atletismo.

- A Alemanha Oriental dominou completamente as provas do remo, ganhando onze das quatorze modalidades do esporte.

- A vela, disputado fora de Moscou, na baía de Tallinn, fez a alegria do Brasil nesta Olimpíada, trazendo para o país duas inesperadas medalhas de ouro, através dos velejadores Marcos Soares e Eduardo Penido, dois garotos de 20 anos, na classe 470 e Alexandre Welter e Lars Bjorkstrom na classe Tornado. Estas medalhas brasileiras seriam o prenúncio da brilhante geração de iatistas que surgiria no país quase vinte anos depois, liderada por Robert Scheidt e Torben Grael.

- Por outro lado, a esperança brasileira João Carlos de Oliveira, ainda recordista mundial do salto triplo, teve que se contentar novamente com o bronze, numa final polêmica em que os juízes da prova, todos russos, foram acusados de anular um salto perfeito do brasileiro, que lhe daria o ouro, com a intenção de fazer o compatriota Viktor Saneyev conquistar sua quarta vitória olímpica na modalidade, o que acabou não acontecendo.

## Modalidades disputadas

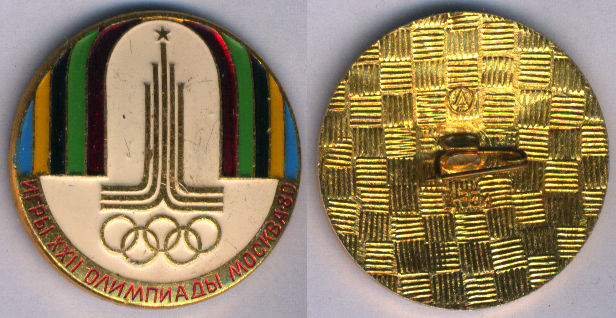
Um dos Emblemas/Broche dos Jogos

| - Atletismo (detalhes) - Basquetebol (detalhes) - Boxe (detalhes) - Canoagem (detalhes) - Ciclismo (detalhes) - Esgrima (detalhes) - Futebol (detalhes) - Ginástica (detalhes) - Halterofilismo (detalhes) - Handebol (detalhes) - Hipismo (detalhes) - Hóquei sobre a grama (detalhes) |  | - Judô (detalhes) - Lutas (detalhes) - Natação (detalhes) - Pentatlo moderno (detalhes) - Pólo aquático (detalhes) - Remo (detalhes) - Saltos ornamentais (detalhes) - Tiro (detalhes) - Tiro com arco (detalhes) - Vela (detalhes) - Voleibol (detalhes) |

## Países participantes
No total, 81 Comitês Olímpicos Nacionais, competiram nos Jogos de 1980, o número mais baixo desde Melbourne 1956. Atletas da Libéria desistiram da competição após desfilarem na cerimônia de abertura, restando 80 nações participantes. Apesar do boicote que afetou a presença de diversas nações, seis países fizeram sua primeira aparição em Jogos Olímpicos: Angola, Botsuana, Jordânia, Laos, Moçambique e Seicheles. O Chipre fez sua estreia em Jogos Olímpicos de Verão, mas já havia participado seis meses antes nos Jogos Olímpicos de Inverno de 1980, em Lake Placid. O Sri Lanka competiu pela primeira vez com o seu novo nome (anteriormente como Ceilão) assim como o Zimbábue (antiga Rodésia).
Na lista abaixo, o número entre parênteses indica o número de atletas por cada nação nos Jogos de Moscou. Países em itálico representam as nações que competiram nos Jogos sob a bandeira olímpica ou do respectivo Comitê Olímpico Nacional:
| - AFG Afeganistão (11) - GDR Alemanha Oriental (362) - AND Andorra (2) - ANG Angola (13) - ALG Argélia (59) - AUS Austrália (126) - AUT Áustria (89) - BEL Bélgica (61) - BEN Benim (17) - BIR Birmânia (2) - BOT Botsuana (7) - BRA Brasil (109) - BUL Bulgária (295) - CMR Camarões (26) - TCH Checoslováquia (216) - CYP Chipre (14) - COL Colômbia (23) - CGO Congo (23) - PRK Coreia do Norte (50) - CRC Costa Rica (30) - CUB Cuba (216) - DEN Dinamarca (63) - ECU Equador (11) - ESP Espanha (159) - ETH Etiópia (41) - FIN Finlândia (124) - FRA França (125) |  | - GBR Grã-Bretanha (231) - GRE Grécia (42) - GUA Guatemala (10) - GUY Guiana (8) - GUI Guiné (9) - HUN Hungria (279) - IND Índia (74) - IRQ Iraque (44) - IRL Irlanda (48) - ISL Islândia (9) - ITA Itália (163) - YUG Iugoslávia (162) - JAM Jamaica (18) - JOR Jordânia (4) - KUW Kuwait (58) - LAO Laos (19) - LES Lesoto (5) - LIB Líbano (17) - LBR Libéria (0) - LBA Líbia (32) - LUX Luxemburgo (3) - MAD Madagascar (11) - MLI Mali (7) - MLT Malta (8) - MEX México (45) - MOZ Moçambique (14) - MGL Mongólia (43) |  | - NEP Nepal (11) - NCA Nicarágua (5) - NGR Nigéria (44) - NZL Nova Zelândia (5) - NED Países Baixos (86) - PER Peru (30) - POL Polônia (320) - PUR Porto Rico (3) - POR Portugal (11) - DOM República Dominicana (6) - ROM Romênia (243) - SMR San Marino (17) - SEY Seicheles (11) - SEN Senegal (32) - SLE Serra Leoa (14) - SYR Síria (69) - SRI Sri Lanka (4) - SWE Suécia (148) - SUI Suíça (84) - TAN Tanzânia (41) - TRI Trinidad e Tobago (9) - UGA Uganda (13) - URS União Soviética (506) - VEN Venezuela (38) - VIE Vietnã (30) - ZAM Zâmbia (40) - ZIM Zimbabwe (46) |

## Quadro de medalhas
| Ordem | País                  | Medalha de ouro | Medalha de prata | Medalha de bronze |     |  |
| ----- | --------------------- | --------------- | ---------------- | ----------------- | --- |  |
| 1     | URS União Soviética   | 80              | 69               | 46                | 195 |  |
| 2     | GDR Alemanha Oriental | 47              | 37               | 42                | 126 |  |
| 3     | BUL Bulgária          | 8               | 16               | 17                | 41  |  |
| 4     | CUB Cuba              | 8               | 7                | 5                 | 20  |  |
| 5     | ITA Itália            | 8               | 3                | 4                 | 15  |  |
| 6     | HUN Hungria           | 7               | 10               | 15                | 32  |  |
| 7     | ROM Romênia           | 6               | 6                | 13                | 25  |  |
| 8     | FRA França            | 6               | 5                | 3                 | 14  |  |
| 9     | GBR Grã-Bretanha      | 5               | 7                | 9                 | 21  |  |
| 10    | POL Polônia           | 3               | 14               | 15                | 32  |  |
|       |                       |                 |                  |                   |     |  |
| 17    | BRA Brasil            | 2               |                  | 2                 | 4   |  |

## Artigos relacionados
- Lista dos jogos olímpicos da era moderna
- Boicote aos Jogos Olímpicos de Verão de 1980